# Jardí botànic de Montpeller
El Jardí botànic de Montpeller (en francès Jardin des plantes de Montpellier) és un jardí botànic universitari (de la Universitat de Montpeller) fundat el 1593, és el més antic de França. Actualment té una superfície de 4,6 hectàrees i conté unes 3.200 espècies de plantes.

## Història
Va ser fundat per Pierre Richer de Belleval en un principi estava dedicat només a plantes medicinals però aviat depassà aquest objectiu per esdevenir una eina d'estudis botànics. Al segle xvii aquest jardí botànic ja reproduïa el món vegetal en la seva diversitat amb sistemes per donar ombra, augmentar la insolació, regular la humitat modificar el sòl i amb un emplaçament per a les plantes exòtiques.

## El jardí botànic en l'actualitat
Actualment és un reclam turístic de Montpeller i, des de 1992, té la categoria de Monument històric francès. La visita és gratuïta, els dilluns tanca.